# Муравейно
Муравейно — деревня в Толмачёвском городском поселении Лужского района Ленинградской области.

## История
Деревня Муравейна упоминается на карте Санкт-Петербургской губернии 1792 года, А. М. Вильбрехта.
С конца XVIII и до первой четверти XIX века сельцо Муравейно принадлежало дворянину Гавриле Ивановичу Вишнякову и его наследникам.
Как мыза Муравейна она обозначена на карте Санкт-Петербургской губернии Ф. Ф. Шуберта 1834 года.

МУРАВЕЙНО — деревня принадлежит дворянину Вишнякову, число жителей по ревизии: 4 м. п., 6 ж. п.; 

коллежскому советнику Конискому, число жителей по ревизии: 1 м. п., 3 ж. п.; (1838 год)

Деревня Муравейна отмечена на карте профессора С. С. Куторги 1852 года.
В середине XIX века имение Муравейно состояло из трех частей, одна из которых принадлежала действительному тайному советнику, сенатору Александру Федоровичу Веймарну (1793—1882).

МУРАВЕЙНА — мыза господина Веймарна, по просёлочной дороге. (1856 год)

МУРАВЕЙНО — деревня, число жителей по X-ой ревизии 1857 года: 2 м. п., ? ж. п.

МУРАВЕЙНО — деревня и мыза владельческие при реке Луге, число дворов — 3, число жителей: 6 м. п., 5 ж. п. (1862 год)

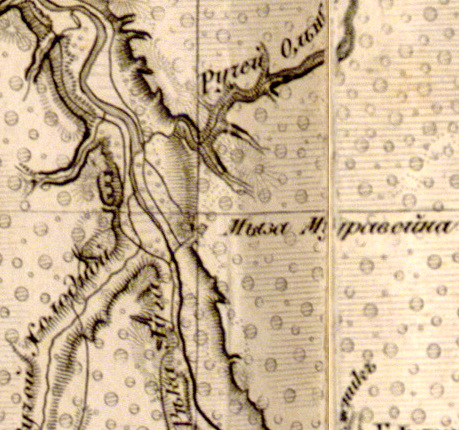
Мыза Муравейно на карте 1863 года

Согласно подворной описи 1882 года:

МУРАВЕЙНО — деревня Красногорского общества Красногорской волости
  
домов — 1, душевых наделов — 2, семей — 1, число жителей — 1 м. п., 1 ж. п.; разряд крестьян — временнообязанные

В 1884—1885 годах временнообязанные крестьяне деревни выкупили свои земельные наделы у А. Ф. Веймарн и стали собственниками земли.
Согласно материалам по статистике народного хозяйства Лужского уезда 1891 года, мыза Муравейно площадью 1281 десятина принадлежала крестьянину Витебской губернии С. Иванову, мыза была приобретена в 1886 году за 8000 рублей. Кроме того, сельцо Муравейно площадью 443 десятины принадлежало местной крестьянке М. Т. Степановой, сельцо было приобретено до 1868 года.
В XIX — начале XX века деревня административно относилась к Красногорской волости 2-го земского участка 1-го стана Лужского уезда Санкт-Петербургской губернии.
По данным «Памятной книжки Санкт-Петербургской губернии» за 1905 год деревня Муравейно входила в Волокское сельское общество, 400 десятин земли в деревне принадлежали действительной тайной советнице Барсовой, 1279 десятин — коллежскому регистратору Фаддею Феликсовичу Головне и 449 десятин — жене полковника Анне Эдуардовне Чарковской.
После революции, областными административными данными, учитывалась не деревня, а совхоз Муравейно.
С 1917 по 1924 год совхоз находился в составе Бежанского сельсовета Красногорской волости Лужского уезда.
С 1924 года — в составе Красногорского сельсовета.

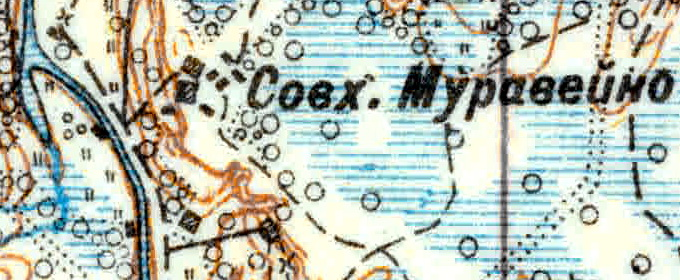
План деревни Муравейно. 1926 год

Согласно топографической карте 1926 года, на месте современной деревни располагался совхоз Муравейно.
C 1 августа 1941 года по 31 января 1944 года Муравейно находилось в оккупации.
В 1958 году население деревни составляло 112 человек.
По данным 1966 и 1973 годов деревня Муравейно также входила в состав Красногорского сельсовета.
По данным 1990 года деревня Муравейно входила в состав Толмачёвского сельсовета.
В 1997 году в деревне Муравейно Толмачёвской волости проживали 15 человек, в 2002 году — 11 человек (все русские).
В 2007 году в деревне Муравейно Толмачёвского ГП проживали 9 человек.

## География
Деревня расположена в северной части района на автодороге Киевское шоссе — Вяз, к северу от автодороги 41А-186 (Толмачёво — автодорога «Нарва»).
Расстояние до административного центра поселения — 30 км.
Расстояние до ближайшей железнодорожной станции Толмачёво — 30 км.
Деревня находится на правом берегу реки Луга.

## Демография
| 1838 | 1862 | 1958 | 1997 | 2007 | 2010 | 2017 |
| ---- | ---- | ---- | ---- | ---- | ---- | ---- |
| 14   | ↗71  | ↗112 | ↘15  | ↘9   | ↘8   | →8   |

## Достопримечательности
- Усадьба Евгении Константиновны Барсовой, супруги члена Государственного совета Л. В. Барсова. Возведена на берегу реки Луга в начале XX века на месте старой. В годы войны в ней располагался дом отдыха немецких летчиков[26].